# بروخوو-کولونگا
بروخوو-کولونگا (به لهستانی:  Brochów-Kolonia) یک روستا در لهستان است که در گمینا بروخوو واقع شده‌است.